# Andreas Hauge
Andreas Hauge, född den 12 december 1815 på Bredtvedt i Østre Aker, död den 12 januari 1892, var en norsk präst, son till Hans Nielsen Hauge, far till Hans Nilsen Hauge. 
Hauge, som 1846 blev teologie kandidat och 1857 kyrkoherde i Skien, hade stort anseende som predikant och nitisk arbetare i hednamissionens tjänst; han redigerade 1845–54 "Norsk missionstidende". Hans Psalmebog til kirke- og husandagt fick visserligen 1874 kunglig auktorisation, men vann ingen större spridning.
Hauge var 1865-66 ledamot av Stortinget 1865-66.